# リバイバル (五輪真弓の曲)
「リバイバル」は、1981年9月21日に発売された五輪真弓の20枚目のシングル。

## 解説
- 1981年末の『第32回NHK紅白歌合戦』で2年連続2回目の出場を果たし、表題曲を披露した[2]。

## 収録曲
| 全作詞・作曲: 五輪真弓、全編曲: ミッシェル・ベルナルク。 |                |          |            |      |
| #                                                        | タイトル       | 作詞     | 作曲・編曲 | 時間 |
| 1.                                                       | 「リバイバル」 | 五輪真弓 | 五輪真弓   | 3:45 |
| 2.                                                       | 「手紙」       | 五輪真弓 | 五輪真弓   | 2:58 |
| 合計時間:                                                | 合計時間:      | 6:43     |            |      |